# Parteiensoziologie
Die Parteiensoziologie ist eine Unterdisziplin der politischen Soziologie und gehört mit ihr zu den speziellen Soziologien. Parteisoziologen erforschen die Interdependenzen zwischen politischen Parteien und Gesellschaft sowie die wechselseitigen Beziehungen zwischen Zielen und Organisationsstruktur der Parteien. Somit ist die Parteiensoziologie auch eine Teildisziplin der Politikwissenschaft. 
Der Klassiker der Parteiensoziologie ist Robert Michels, der bereits 1911 Untersuchungen über die oligarchischen Tendenzen des Gruppenlebens in politischen Parteien vorlegte.